# Voncaria
Voncaria (łac. Diocesis Voncariensis) – stolica historycznej diecezji we Cesarstwie rzymskim w prowincji Mauretania Cezarensis, zlikwidowana w VII w. podczas ekspansji islamskiej, współcześnie w północnej Algierii. Obecnie katolickie biskupstwo tytularne.

## Biskupi tytularni
| Lp. | Biskup                                  | Funkcja                                            | Od                | Do                   |
| --- | --------------------------------------- | -------------------------------------------------- | ----------------- | -------------------- |
| 1   | Léon Klerlein                           | wikariusz apostolski Kroonstad (Południowa Afryka) | 8 kwietnia 1935   | 22 maja 1950         |
| 2   | Enrique Rau                             | biskup pomocniczy La Platy (Argentyna)             | 20 marca 1950     | 23 października 1954 |
| 3   | Pio de Freitas Silveira                 | emerytowany biskup Joinville (Brazylia)            | 19 stycznia 1955  | 19 maja 1963         |
| 4   | Georges Petit                           | emerytowany biskup Verdun (Francja)                | 31 sierpnia 1963  | 13 stycznia 1970     |
| 5   | Joseph-Martin Urtasun                   | emerytowany biskup Awinionu (Francja)              | 25 czerwca 1970   | 10 grudnia 1970      |
| 6   | José Lebrún Moratinos                   | arcybiskup koadiutor Caracas (Wenezuela)           | 21 września 1972  | 24 maja 1980         |
| 7   | Virgilio Noè                            | urzędnik Kurii Rzymskiej                           | 30 stycznia 1982  | 28 czerwca 1991      |
| 8   | Javier Navarro Rodríguez                | biskup pomocniczy Guadalajary (Meksyk)             | 15 kwietnia 1992  | 20 stycznia 1999     |
| 9   | Leopoldo González González              | biskup pomocniczy Morelia (Meksyk)                 | 18 marca 1999     | 9 czerwca 2005       |
| 10  | Santiago García de la Rasilla Domínguez | wikariusz apostolski Jaén (Peru)                   | 11 listopada 2005 | 13 sierpnia 2018     |
| 11  | Paul Nguyễn Quang Ðình                  | biskup pomocniczy Hưng Hóa (Wietnam)               | 15 marca 2025     |                      |